# Криворожье (Ростовская область)
Криворожье — слобода в Миллеровском районе Ростовской области. Административный центр Криворожского сельского поселения.

## География

### Улицы
| - ул. им. В. И. Ленина, - ул. им. В. С. Овчинникова, - ул. им. П. А. Маркуцы, - ул. Бригадная, - ул. Красноармейская, - ул. Кузнечная, - ул. Лесная, - ул. Мельничная, | - ул. Молодёжная, - ул. Октябрьская, - ул. Первомайская, - ул. Песчаная, - ул. Стародонская, - ул. Степная, - ул. Тельмана, - ул. Широкая, | - пер. Калитвенский, - пер. Луговой, - пер. Механизаторов, - пер. Строителей, - пер. Театральный, - пер. Школьный. |

## История
Слобода Криворожье стоит у реки Калитва в 70 верстах от окружной станицы Каменской. Местность ровная и песчаная. Заселена Иваном Краснощёковым. В 1819—1822 годах в слободе было 200 дворов, жителей 644 мужчины и 641 женщина. По описанию 1822—1832 годах в Криворожье была деревянная церковь, которую пожертвовали в поселок Туроверово-Глубокинский. Вместо неё была построена новая Троицкая церковь.
Жители слободы занимались сельским хозяйством.

## Население
| 2010 |
| ---- |
| 1520 |

## Достопримечательности
Территория Ростовской области была заселена ещё в эпоху неолита. Люди, живущие на древних стоянках и поселениях у рек, занимались в основном собирательством и рыболовством. Степь для скотоводов всех времён была бескрайним пастбищем для домашнего рогатого скота. От тех времен осталось множество курганов с захоронениями жителей этих мест. Курганы и курганные группы находятся на государственной охране.
Поблизости от территории селения Криворожье Миллеровского района расположено несколько достопримечательностей — памятников археологии. Они охраняются в соответствии с Федеральным законом от 25.06.2002 № 73-ФЗ «Об объектах культурного наследия (памятниках истории и культуры) народов Российской Федерации», Областным законом от 22.10.2004 № 178-ЗС «Об объектах культурного наследия (памятниках истории и культуры) в Ростовской области», Постановлением Главы администрации РО от 21.02.97 N 51 о принятии на государственную охрану памятников истории и культуры Ростовской области и мерах по их охране и др.
- Курганная группа «Криворожье III» (15 курганов). Находится на расстоянии около 1,5 км к юго-западу от слободы Криворожье.
- Курганная группа «Криворожье IY» (3 кургана). Находится на расстоянии около 1,8 км к востоку от слободы Криворожье.
- Курганная группа «Криворожье Y» (3 кургана). Находится на расстоянии около 1,0 км к востоку от слободы Криворожье.
- Курганная группа «Криворожье YI» (2 кургана). Находится на расстоянии около 1,7 км к югу от слободы Криворожье.
- Курганная группа «Криворожье YII» (2 кургана). Находится на расстоянии около 3,4 км к юго-востоку от слободы Криворожье.
- Курганная группа «Гусынка» (3 кургана). Находится на расстоянии около 5,0 км к востоку от слободы Криворожье[4].